# امپایر (کنتاکی)
امپایر (به انگلیسی: Empire) یک منطقهٔ مسکونی در ایالات متحده آمریکا است که در شهرستان کریستین، کنتاکی واقع شده‌است. امپایر ۱۵۶٫۹۷ متر بالاتر از سطح دریا واقع شده‌است.